# Wilhelm von Danckelmann
Wilhelm Freiherr von Danckelmann (* 20. Mai 1741; † 1782 bei Pegu) war Kronfiskal der holländischen Besitzungen in Asien.

## Leben
Er stammte aus der in den Freiherrenstand erhobenen Adelsfamilie von Danckelmann und war einer der fünf Söhne von Carl Ludolph Freiherr von Danckelmann.
Nach dem Tod hinterließ der Vater drei Rittergüter in Lodersleben und das Gut in Obhausen. Da sich Wilhelm ständig im Ausland aufhielt, überließ der die Güter seinen Geschwistern. 1769 vereinigte sein jüngerer Bruder Ludwig Philipp Gottlob Freiherr von Danckelmann die Güter durch Abkauf von seinen Geschwistern wieder in einer Hand.
Verheiratet war er seit dem 20. März 1777 mit Cornelia Helena geb. von Baumgardt, der Tochter eines Rats der holländisch-ostindischen Kompanie in Kapstadt. Sie war am 18. August 1754 in Chinsura geboren und starb am 26. Oktober 1836. In Chinsura kam 1779 auch sein zweiter Sohn Adolph zur Welt. Der älteste Sohn William wurde 1778 geboren.
Wilhelm ertrank bei einem Schiffbruch an der Küste bei Pegu. Er hinterließ eine Witwe mit zwei Kleinkindern, der sich sein Bruder Ludwig Philipp Gottlob Freiherr von Danckelmann auf Lodersleben annahm.